# Solanum pseudocapsicum
El pebre de cirereta o pebrotera de jardí (Solanum pseudocapsicum) és un arbust de la família de les Solanàcies, originària d'Amèrica del Sud. És força conreada a tot el món com a planta ornamental d'interior o d'exterior. La planta és molt atractiva per les seves petites baies vermella viu, semblants a tomàquets petits que tanmateix es cal guardar de menjar en raó de llur toxicitat.
Sinònims: Pom d'amor ant., Cirerer d'amor, de vegades Cirerer de Jerusalem segons l'anglès Jerusalem Cherry.
Etimologia: solanum designa en llatí una mena de Solanum heterodoxum o Solanum rostratum i deriva de solor «alleugerir, calmar» (Gaffiot) i pseudocapsicum ve de capsicum que és el gènere botànic comprenent els pebres coents i pebrots i que derivaria del llatí capsa que significa «capsa». Doncs pseudocapsicum s'analitza com a «fals pebre».

## Descripció morfològica
El pebre de cirereta és un arbust de tiges dreçades, de 50 cm a 1 mètre d'alt, de végetació compacta i persistent.
Les fulles alternes són simples, pubescentes o glabres, oblongues a lanceolades, de 1-9 × 0,5-4 cm. Els marges són sencers o sinuats.
Les flors són generalment solitàries, portades per un pedicel de 3-4 mm. La corol·la és blanca, de 5 lòbuls estesos. Les 5 anteres grogues són aixecades al voltant de l'estil. La floració es fa de juliol a setembre.
El fruit és una baia globulosa, que passa del verd a la taronja i després al vermell tomata a maduresa, de 1,2-1,7 cm de diàmetre. Persisteix tot l'hivern

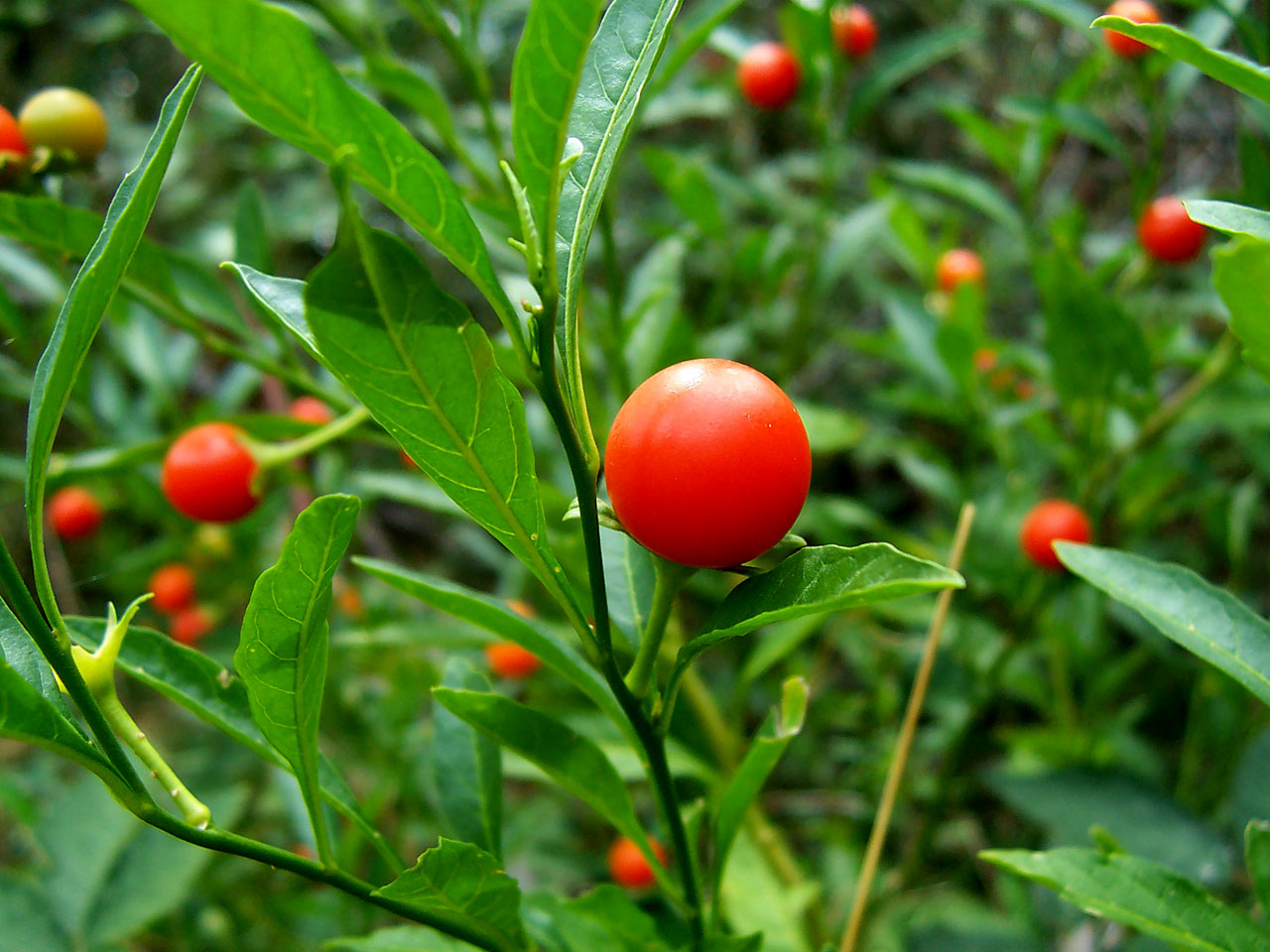
Fruit de Solanum pseudocapsicum

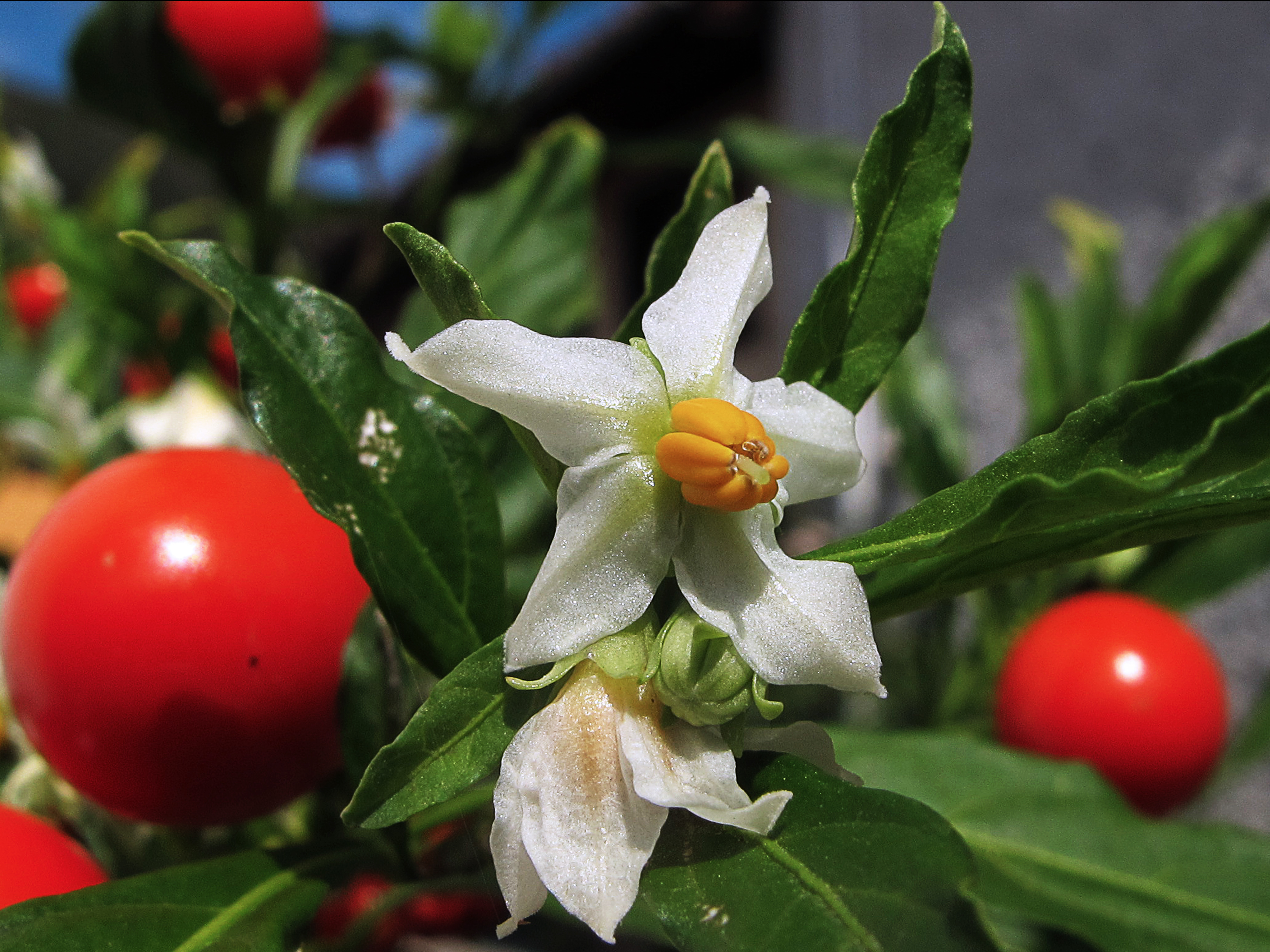
Flor de Solanum pseudocapsicum

## Ecologia
Es pot considerar com natiu d'Amèrica del Sud (Argentina, Xile, Uruguai, Brasil etc), d'Amèrica Central i del Mèxic.
Segons Wagner et al.,
| « | Probablement originària de l'Argentina oriental, però àmpliament conreada durant molt de temps com a planta ornamental i ara naturalitzada a moltes regions temperades i tropicals del món | » |

.
Va ser estat introduït i ha esdevingut invasor a Hawaii, a Austràlia i a Nova Zelanda
També s'ha naturalitzat als Açores, a Madeira, a les Canàries i al Carib.

## Propietats
Els fruits sobretot abans llur maduresa, comporten alcaloïdes esteroids com la solanocapsina (d'estructura semblant a la solanine) que té una acció irritant de la mucosa intestinale i provoca una liso de les cèl·lules. La ingestió de qualques baies provoca basques, vòmits, còlics, diarrees ei cefalees, acompanyades de cops d'una midriasi (dilatació de les
pupil·les) i d'una bradicàrida (pols lent). En el rat, s'ha mostrat que la ingestió intestinal era febla però que en injecció intraperitoneal, la dosi letal era de 3 g/100 g de massa corporal.

## Utilització
És una planta ornamental rústica, fàcil de cultivar. La forma conreada és generalment completament glabre mentre que les formes salvatges són sovint pubescents en diversos graus
La multiplicació es feta per sembra en calent de llavors o amb esqueixos de tiges endurides amb borrons.
La pebroter de jardí demana un reg regular a la primavera i a l'estiu però prenent cura de deixar eixugar-se la terra entre dues regades. Aprecia el sol durant el seu període de fructificació.
A la primavera, per a afavorir la ramificació, és bé de tallar-ho severament doblegant al 2/3 els brots de l'any precedent i després pessigar una mica més tard els borrons terminals dels joves brots.